# テリー・ブッチャー
テリー・ブッチャー（Terry Butcher）ことテレンス・イアン・ブッチャー（Terence Ian Butcher、1958年12月28日 - ）は、シンガポール出身の元サッカー選手、現サッカー指導者。イングランド代表だった。現役時代のポジションはディフェンダー（センターバック）。
1980年代にイプスウィッチ・タウンFCやレンジャーズFCのディフェンダーとして成功を収めた。イングランド代表ではキャプテンも務め、10年間で通算77試合に出場した。現役引退後は指導者の道に進み、サンダーランドAFCやマザーウェルFCで監督を務めた。2011年にスコットランドサッカー殿堂入りを果たした。

## 経歴

### 初期の経歴
シンガポールに生まれたが、少年時代はイングランド東部・サフォーク・ローストフトで育ち、カークリー高校に通った。ノリッジ・シティFCの下部組織に加入するチャンスもあったが、父親同様にノリッジ・シティのライバルであるイプスウィッチ・タウンFCのファンであったブッチャーは、ノリッジ・シティからのオファーを拒否した。

### 選手時代

#### クラブ

##### イプスウィッチ・タウン
ブッチャーはイプスウィッチ・タウンFCの下部組織に加入。ボビー・ロブソン監督に見染められ、1978年4月15日、エヴァートンFC戦でファーストディヴィジョン（1部）デビューした。その後の8シーズンはセンターバックの一番手としての地位を維持し、リーダーシップ、空中戦の強さ、勇敢さなどを併せ持つディフェンダーとして活躍した。1981年、ロブソン監督の下でUEFAカップ優勝を果たした。1980-81シーズンと1981-82シーズンには1962年以来となるリーグ優勝に近づいたが、前者のシーズンはアストン・ヴィラFCに、後者のシーズンはリヴァプールFCに及ばず、2シーズン連続で2位に終わった。その後は9位、12位、17位と急激に順位を落とし、20位に終わった1985-86シーズン終了後にセカンドディヴィジョン（2部）降格となった。

##### レンジャーズ
1986年6月にイプスウィッチ・タウンを離れ、グレアム・スーネスが監督を務めるスコットランドのレンジャーズFCに移籍した。スーネスはリヴァプールでも監督経験があり、ブッチャー獲得のために72万5000ポンドを支払った。ブッチャーはキャプテンとなり、4シーズンで3度のスコティッシュ・プレミアディヴィジョン優勝と、3度のスコティッシュリーグカップ優勝を果たした。1987年11月、アバディーンFC戦で足を骨折して残りのシーズンを棒に振った。負傷前には移籍金100万ポンドでのマンチェスター・ユナイテッドFC移籍に近づいていたが、アレックス・ファーガソン監督は負傷したブッチャーの獲得を取りやめ、代わりにノリッジ・シティFCのスティーヴ・ブルースを獲得した。
1988年4月、前年11月に行なわれたオールドファームでの暴力行為の処分が決定し、250ポンドの罰金処分を科せられた。1988年10月、ピットドリー・スタジアムでのアバディーン戦後に審判室のドアを蹴ったとして、警察の取り調べを受けた。刑事上の罪には問われなかったが、スコットランドサッカー協会(SFA)から1500ポンドの罰金が科せられた。レンジャーズでの最終戦は1990年9月のダンディー・ユナイテッドFC戦だったが、この試合におけるブッチャーのプレーは2失点に絡むなど精彩を欠いたものとなり、1-2のスコアで敗れた。

#### 代表
イプスウィッチ・タウンでの活躍がイングランド代表のロン・グリーンウッド監督の興味を惹き、1980年のオーストラリア代表との親善試合でデビューした。スペインで開催された1982 FIFAワールドカップ本大会では4バックの中で最年少の選手だった。その後もレギュラーポジションを維持し、1986 FIFAワールドカップにも出場した。準々決勝のアルゼンチン戦では、ディエゴ・マラドーナの「5人抜きゴール」に関わりマラドーナに二度かわされた。UEFA欧州選手権1988には骨折の影響で出場できず、ボビー・ロブソン監督はトニー・アダムスとマーク・ライトという不慣れなコンビの起用を強いられ、イングランドはグループリーグ敗退に終わった。
1990 FIFAワールドカップ・ヨーロッパ予選、スウェーデン代表との重要な一戦では、試合序盤に額を負傷したが、理学療法士によって即座に傷口の縫合が行なわれ、包帯を巻いてプレーを続けた。センターバックというポジションの特性上ヘディングは不可避であり、やがて包帯が緩んで傷口が開いたため、試合終了時には白色のユニフォームが額からの出血で赤く染まった。今日でも、ブッチャーに言及する際にはよくスウェーデン戦が挙げられる。イタリアで開催された1990 FIFAワールドカップ本大会では5バックのレギュラーを務めた。ブッチャー、ライト、デス・ウォーカーがセンターバックであり、スチュアート・ピアースとゲイリー・スティーヴンスもしくはポール・パーカーがサイドバックだった。大会序盤にブライアン・ロブソンが負傷すると、ブッチャーがゲームキャプテンを引き継いだ。イングランドは決勝トーナメント1回戦でベルギー代表を、準々決勝でカメルーン代表を下したが、準決勝のドイツ代表戦ではPK戦の末に敗れた。イングランド代表では通算77試合に出場して3得点を挙げ、同大会後に代表から引退した。

### 選手兼任監督時代

#### コヴェントリー・シティ
リーズ・ユナイテッドAFCのハワード・ウィルキンソン監督はブッチャーに興味を示し、レンジャーズとクラブ間交渉が行なわれたが、リーズ移籍は実現しなかった。1990年11月15日、コヴェントリー・シティFCに移籍金40万ポンドで移籍し、ジョン・シレット監督の後任として選手兼任監督となった。この時点でブッチャーは31歳10カ月であり、フットボールリーグの最年少監督だった。コヴェントリー・シティは1987年にシレット監督の下でFAカップを勝ち取っており、1988-89シーズンには7位でシーズンを終えていた。1990-91シーズンは序盤に出遅れ、1967年に初めてトップリーグに昇格して以来ハイフィールド・ロードで常に繰り返されてきたように残留争いに巻き込まれていた。
皮肉にも、監督としての初采配試合は11月24日にハイフィールド・ロードで行なわれたリーズ戦 (1-1) だった。1990-91シーズンのフットボールリーグカップでは2回戦でボルトン・ワンダラーズFCを、3回戦でハル・シティAFCを破り、4回戦でノッティンガム・フォレストFCと対戦。優勝経験のあるクラブ相手に、5-4とスリリングな勝利を収めた。しかし、1991年1月23日の準々決勝・シェフィールド・ウェンズデイFC戦では、結果的に優勝するクラブ相手にホームで0-1と敗れ、リーグカップでの躍進は終わった。FAカップでは4回戦でサウサンプトンFCと対戦したが、再試合の末に敗れて敗退が決まった。リーグ戦の成績はブッチャーの就任とともに改善し、1990-91シーズンはクラブを残留圏内の16位に導いた。選手としては6試合に出場し、シーズン終了後に選手経歴からの引退を表明した。
専任監督となった1991-92シーズンはまずまずの出だしを見せ、2節にはルートン・タウンFCに5-0で快勝。前年度覇者のアーセナルFCとのアウェーゲームでは2-1で望外の勝利を収め、ホームで行なわれたローカルライバルのアストン・ヴィラ戦には1-0で勝利した。1991年9月末の時点で6位につけ、格上のリヴァプールやエヴァートンなどよりも上位に位置した。しかし、10月と11月には調子が出ず、11月末には13位まで順位を落とした。1992年1月1日にホームで行なわれたトッテナム・ホットスパーFC戦には1-2で敗れ、降格圏から勝ち点6差の15位で新年（正確には1月2日）を迎えた。ブッチャーは1月6日に解任され、アシスタントコーチを務めていたドン・ホウが後任監督に就任した。シーズン終了時には19位まで順位を落としたが、20位のルートン・タウンに勝ち点2差で残留を決め、1992年のプレミアリーグ発足を創設メンバーとして迎えた。

#### サンダーランドAFC
1992年、イングランドではファーストディヴィジョンに代わるトップリーグとしてプレミアリーグが発足した。1992年8月、ディヴィジョン・ワン（2部）のサンダーランドAFCに移籍し、再び選手として登録された。1992-93シーズンは38試合に出場。1993年1月にマルコルム・クロスビー監督が解任されると、ブッチャーが選手兼任監督となり、ディヴィジョン・ワン残留を果たした。1993-94シーズンは選手として試合に出場することはなかった。序盤戦は低調な成績であり、残留争いに巻き込まれたため、1993年11月26日に監督を解任された。後任にはミック・ブクトン監督が就任し、シーズン終了後に残留を決めている。
サンダーランド退団後は短期間の選手契約を結んで人々を驚かせ、イーストエンド・パークでのダンファームリンFC戦でデビューした。しかし、クライドバンクには適応できず、3試合に出場しただけで契約を打ち切った。

### 専任指導者時代

#### マザーウェル
2001年10月、スコティッシュ・プレミアリーグのマザーウェルFCでエリック・ブラック監督のアシスタントコーチに就任した。1年後にはブラックの後を引き継いで監督に就任し、深刻な財政難の中で結果を残してサポーターやメディアに称賛された。2004-05シーズンのスコティッシュ・カップでは決勝に進出したが、古巣のレンジャーズに1-5で敗れて準優勝に終わった。

#### シドニーFC
2006年5月17日、AリーグのシドニーFCと2年契約を結んで監督に就任した。2006-07シーズンはファイナルシリーズに進出したが、ニューカッスル・ジェッツFCに2試合合計2-3で敗れ、2007年2月7日に解任された。

#### ブレントフォード
2007年3月30日にはパトリック・シッスルFCのアシスタントコーチに就任したが、5月7日にはブレントフォードFCの監督に就任した。ブレントフォードでは23試合を指揮してわずか5勝に終わり、ファンはかつて監督を務めたマーティン・アレン監督の名前をチャントしてブッチャーに重圧をかけた。12月11日、ブレントフォードの監督を退いた。

#### スコットランド代表
2008年、2010 FIFAワールドカップ・ヨーロッパ予選に向けてスコットランド代表を率いていたジョージ・バーリー監督のアシスタントコーチに就任。しかし皮肉にも、この期間中に最も記憶に残った出来事と言えば、アルゼンチン代表との親善試合でディエゴ・マラドーナと舌戦を繰り広げたことだった。ブッチャーは「22年前にマラドーナが記録した神の手ゴールは今でも不快に思っている」と述べ、親善試合前に行なわれたブッチャーの無遠慮な発言はメディアで話題の論点となった。ブッチャーは主要テレビ局や主要紙など多くのメディアからインタビューを受け、「マラドーナはいかさま師の嘘つきであり、彼の敗北を見るのはどんなに嬉しいことだろう」と主張した。なお、スコットランドはこの試合に0-1で敗れた。ブッチャーの発言についてマラドーナは意見を求められたが、その回答は「ブッチャーって誰だ?」というものだった。

#### インヴァネス

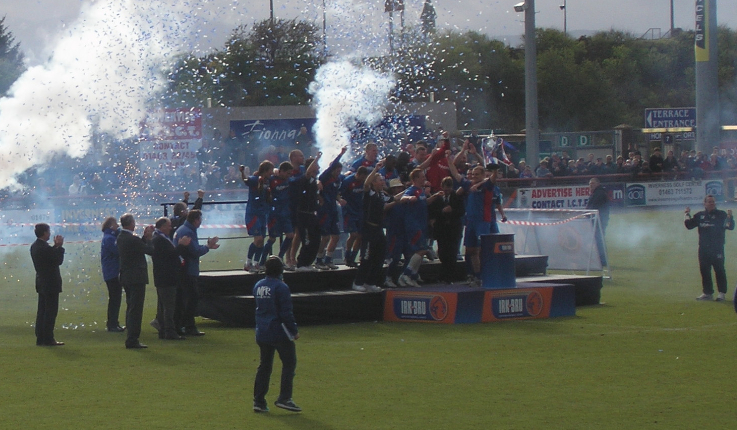
ファーストディヴィジョン優勝を喜ぶインヴァネスの選手とブッチャー（壇上左）

2009年1月27日、インヴァネス・カレドニアン・シッスルFCと18ヶ月の契約を結んで監督に就任し、モーリス・マルパスをアシスタントコーチに迎えた。シーズン途中からの指揮であったが、2008-09シーズン終了後にスコティッシュ・ファーストディヴィジョン（2部）降格となった。2009-10シーズンは低調な出だしだったが、スコティッシュ・カップのマザーウェル戦での勝利がターニングポイントとなった。首位のダンディーには最大で勝ち点16差を付けられていたが、2010年3月末までに勝ち点差をひっくり返し、逆に勝ち点3差を付けて首位に立った。この月にはファーストディヴィジョンの月間最優秀監督賞を受賞した。4月21日にはダンディーがレイス・ローヴァーズFCに0-1で敗れたため、インヴァネスのリーグ優勝が決定し、さらにプレミアリーグ昇格が決定した。2009-10シーズン後半戦はアウェー無敗を誇ったが、プレミアリーグ昇格後も無敗記録を更新し続けた。2010年最後のアウェーゲームとなった12月18日のハート・オブ・ミドロシアンFC戦には1-1で引き分け、ファーストディヴィジョンとプレミアリーグでプレーした2010年はアウェーで1度も敗れることがなかった。2010年4月、契約を2011-12シーズン終了後まで延長した。インヴァネスでは強い影響力を誇り、2010-11シーズンは昇格組ながら惜しくもトップ6を逃す7位となった。2011年11月、スコットランドサッカー殿堂に選出された。

#### フィリピン
2018年6月14日、フィリピン代表の監督に就任したが、1試合も指揮を執らずに8月2日に辞任した。

#### 中国
2019年8月より、かつて名古屋グランパスを指揮したストイコビッチ監督やアシスタントを務める喜熨斗勝史コーチの所属する、中国スーパーリーグ所属の広州富力足球倶楽部トップチームにディフェンスコーチとして就任。

## タイトル

### 選手
イプスウィッチ・タウン
- FAカップ：1回 (1977-78)
- UEFAカップ：1回 (1980-81)

レンジャーズ
- スコティッシュ・プレミアディヴィジョン：3回 (1986-87, 1988-89, 1989-90)
- スコティッシュリーグカップ：3回 (1986-87, 1987-88, 1988-89)

イングランド代表
- FIFAワールドカップ : 4位 (1990)

### 指導者
インヴァネス・カレドニアン・シッスル
- スコティッシュ・ファーストディヴィジョン：1回 (2009-10)

### 個人
- スコティッシュ・プレミアリーグ 月間最優秀監督賞：3回 (2004.2, 2006.3, 2010.10)
- スコティッシュ・ファーストディヴィジョン 月間最優秀監督賞：1回 (2010.3)
- スコットランドサッカー殿堂：1回 (2011)

## 個人成績
| クラブ成績     | クラブ成績        | クラブ成績                 | リーグ | リーグ                             | カップ           | カップ           | リーグ杯 | リーグ杯 | 国際大会   | 国際大会   | 通算 | 通算 |
| シーズン       | クラブ            | リーグ                     | 出場   | 得点                               | 出場             | 得点             | 出場     | 得点     | 出場       | 得点       | 出場 | 得点 |
| イングランド   | イングランド      | イングランド               | リーグ | リーグ                             | FAカップ         | FAカップ         | FLカップ | FLカップ | ヨーロッパ | ヨーロッパ | 通算 | 通算 |
| -------------- | ----------------- | -------------------------- | ------ | ---------------------------------- | ---------------- | ---------------- | -------- | -------- | ---------- | ---------- | ---- | ---- |
| 1977-78        | イプスウィッチ    | ファーストディヴィジョン   | 3      | 0                                  |                  |                  |          |          |            |            | 3    | 0    |
| 1978-79        | イプスウィッチ    | ファーストディヴィジョン   | 21     | 2                                  | 1                | 0                | 2        | 0        |            |            | 24   | 2    |
| 1979-80        | イプスウィッチ    | ファーストディヴィジョン   | 36     | 2                                  | 4                | 0                | 2        | 0        | 4          | 0          | 46   | 2    |
| 1980-81        | イプスウィッチ    | ファーストディヴィジョン   | 40     | 4                                  | 7                | 0                | 5        | 0        | 12         | 2          | 64   | 6    |
| 1981-82        | イプスウィッチ    | ファーストディヴィジョン   | 27     | 1                                  | 1                | 0                | 6        | 0        | 2          | 0          | 36   | 1    |
| 1982-83        | イプスウィッチ    | ファーストディヴィジョン   | 42     | 0                                  | 3                | 0                | 2        | 0        | 2          | 1          | 49   | 1    |
| 1983-84        | イプスウィッチ    | ファーストディヴィジョン   | 34     | 1                                  | 2                | 0                | 4        | 0        |            |            | 40   | 1    |
| 1984-85        | イプスウィッチ    | ファーストディヴィジョン   | 42     | 2                                  | 5                | 0                | 9        | 0        |            |            | 56   | 2    |
| 1985-86        | イプスウィッチ    | ファーストディヴィジョン   | 27     | 4                                  | 5                | 0                | 2        | 2        |            |            | 34   | 6    |
| スコットランド | スコットランド    | スコットランド             | リーグ | リーグ                             | スコットランド杯 | スコットランド杯 | リーグ杯 | リーグ杯 | ヨーロッパ | ヨーロッパ | 通算 | 通算 |
| 1986-87        | レンジャーズ      | スコティッシュ・プレミア   | 43     | 3                                  |                  |                  |          |          |            |            |      |      |
| 1987-88        | レンジャーズ      | スコティッシュ・プレミア   | 11     | 1                                  |                  |                  |          |          |            |            |      |      |
| 1988-89        | レンジャーズ      | スコティッシュ・プレミア   | 34     | 2                                  |                  |                  |          |          |            |            |      |      |
| 1989-90        | レンジャーズ      | スコティッシュ・プレミア   | 34     | 3                                  |                  |                  |          |          |            |            |      |      |
| 1990-91        | レンジャーズ      | スコティッシュ・プレミア   | 5      | 0                                  |                  |                  |          |          |            |            |      |      |
| イングランド   | イングランド      | イングランド               | リーグ | リーグ                             | FAカップ         | FAカップ         | FLカップ | FLカップ | ヨーロッパ | ヨーロッパ | 通算 | 通算 |
| 1990-91        | コヴェントリー・C | ファーストディヴィジョン   | 6      | 0                                  |                  |                  |          |          |            |            |      |      |
| 1991-92        | コヴェントリー・C | ファーストディヴィジョン   | 0      | 0                                  |                  |                  |          |          |            |            |      |      |
| 1992-93        | サンダーランド    | ファーストディヴィジョン   | 38     | 0                                  |                  |                  |          |          |            |            |      |      |
| スコットランド | スコットランド    | スコットランド             | リーグ | リーグ                             | スコットランド杯 | スコットランド杯 | リーグ杯 | リーグ杯 | ヨーロッパ | ヨーロッパ | 通算 | 通算 |
| 1993-94        | クライドバンク    | スコティッシュ・ファースト | 3      | 0                                  |                  |                  |          |          |            |            |      |      |
| 通算           | イングランド      | イングランド               | 316    | 16\|\|\|\|\|\|\|\|\|\|\|\|\|\|\|\| |                  |                  |          |          |            |            |      |      |
| 通算           | スコットランド    | スコットランド             | 130    | 9\|\|\|\|\|\|\|\|\|\|\|\|\|\|\|\|  |                  |                  |          |          |            |            |      |      |
| 総通算         | 総通算            | 総通算                     | 446    | 25\|\|\|\|\|\|\|\|\|\|\|\|\|\|\|\| |                  |                  |          |          |            |            |      |      |